# Ploskočelka (Halictus)
Ploskočelka (Halictus) je rod hmyzu náležící do čeledi ploskočelkovití (Halictidae).Je známo více než 300 druhů tohoto rodu. Především se vyskytují na severní polokouli, několik druhů ale lze najít i v Jižní Americe a Africe. Většina druhů rodu je černě nebo tmavě hnědě zbarvena, někdy mají kovové nazelenalou barvu a s bělavým vrcholkem hrudi.
Mnoho druhů rodu žije v společenstvích. Velikost kolonií se pohybuje od velmi malých (2–4 včely) až po velké (více než 200 jedinců). Hnízda jsou obvykle podzemní nory. Někdy jsou buňky v hnízdech uspořádány do skupin připomínající plástev, ale vyrobenou z půdy, nikoli včelího vosku.